# 奇忠义
奇忠义（1927年8月28日—2007年9月），蒙古名伊尔德尼博录特（原名伊尔德尼巴图），蒙古族，伊克昭盟郡王旗（今鄂尔多斯市伊金霍洛旗）人，成吉思汗第三十四代嫡孙，末任鄂尔多斯左翼中旗札萨克多罗郡王。中华民国大陆时期、中华人民共和国内蒙古政治人物。

## 生平
1927年8月28日，奇忠义出生。从5岁起，奇忠义随父亲巴图吉雅学习藏文、佛经，一年后，奇忠义已会认识并背诵藏文，还随祖父图布升吉尔格勒学习满文，主要学清朝《圣旨》。
1937年，日军策划攻占成吉思汗陵，祖父图布升吉尔格勒（时任伊克昭盟副盟长、和硕亲王）致函伊克昭盟盟长召集各旗王公开会，反对迁陵，保全了成吉思汗陵。祖父的行动给当时10岁的奇忠义留下深刻印象。
依据成吉思汗“黄金家族”的家规，祖父图布升吉尔格勒选了3位老先生出任奇忠义的启蒙老师，为其讲故事、猜谜语、练绕口令，带其赴野外学习自然知识。1933年，奇忠义正式拜师学习蒙古文、汉文、数学、历史（特别是家族史）、政治。1939年春，奇忠义赴郡王旗衙门当练习生3个月。1939年秋，12岁的奇忠义经伊克昭盟盟长批准，出任世袭一品衔的头等台吉。
1940年春，13岁的奇忠义当小教员一个学期。1941年，因父亲巴图吉雅身体不佳，乃暂替其父从事承启工作。仕官向祖父图布升吉尔格勒的请示以及祖父对仕官的指示，均由奇忠义传递；遇重大问题，图布升吉尔格勒亲王召集仕官开会时，奇忠义可旁听。1941年春，奇忠义随父亲外出会见傅作义，这是奇忠义首次走出郡王旗。1943年，奇忠义到保安团当兵3个月，与士兵同吃同住，共同训练。1943年秋，奇忠义出任郡王旗保安司令部军需处长。1947年，奇忠义加入中国国民党。
1947年春，祖父图布升吉尔格勒亲王派人赴察哈尔请董嘉活佛回郡王旗，为奇忠义寻找配偶。董嘉活佛闭门诵经3天后，向图布升吉尔格勒亲王出示佛祖旨意：“奇忠义的配偶在冬至日出的方向，距王府70—100华里之内，这家的住户坐东向西，家有一条花狗，姑娘芳龄十七八岁。”图布升吉尔格勒亲王派人找到十余人，董嘉活佛诵经3天后，自“本巴”（神签筒）中抽出配偶名字，并以红笔在黄纸上写下“奇忠义的天生配偶是林哈娃（小名）”交给图布升吉尔格勒亲王，并称“请在今年之内把她娶回，他们就能和谐度日，白头偕老。”图布升吉尔格勒亲王派人找到贫穷的林哈娃家说亲，择取吉日举行结亲仪式。1948年1月，林哈娃正式嫁到王爷府，取名“陶格斯”。
1949年5月11日，奇忠义成为伊克昭盟鄂尔多斯左翼中旗（郡王旗）札萨克多罗郡王，兼鄂尔多斯济农，成为内蒙古自治区最后一位蒙古王公。1949年8月5日，率领绥远省郡王旗全体军政人员和平起义。此后，奇忠义历任内蒙古伊金霍洛旗旗长、伊金霍洛旗人民法院院长、伊克昭盟民政处处长和副盟长（分管文教）。
中共十一届三中全会后，奇忠义历任伊克昭盟政协副主席、内蒙古自治区第六届政协副主席，还曾任伊克昭盟政协二至九届委员，三至九届常委，内蒙古自治区人民代表大会第一至四届代表，第五、六届常务委员会委员。
2007年9月，奇忠义逝世。

## 家庭
- 祖父：图布升吉尔格勒（？－1949年）
- 父：巴图吉雅（？－1945年）